# San Romano in Garfagnana
San Romano in Garfagnana és un comune (municipi) de la província de Lucca, a la regió italiana de la Toscana, situat uns 80 km al nord-oest de Florència i uns 40 km al nord-oest de Lucca.
San Romano in Garfagnana limita amb els municipis de Camporgiano, Piazza al Serchio, Pieve Fosciana, Sillano Giuncugnano i Villa Collemandina.

## Evolució demogràfica[1]
| Gràfica d'evolució demogràfica de San Romano in Garfagnana entre 1861 i |
|                                                                         |
| Font ISTAT - Elaboració gràfica de Viquipèdia                           |